# Gubbeltåga
Gubbeltåga (lulesamisk: Gubbeltædno) er et vandløb i Rana kommune på Helgeland i Nordland. Vandløbet har sin kilde i den lille bjergsøen Svangstjønna på Saltfjellet, og løber i en sydlig og sydvestlig retning. Fra Svangstjønna løber Svangsbekken vestover til begyndelsen på Gubbeltåga. Begyndelsen befinder sig i området vest for den lille bjergsø Rándalgiera og syd for tangen Tjáhtjejuohkam, som udgør vandskelet mellem nord og syd.
Gubbeltåga går gennem Gubbeltdalen, som har sin oprindelse mellem Stokkafjellet i vest og Svangsfjellet i øst.
Nordlandsbanen og Europavej 6 passerer langs elven fra begyndelse til slut. Elven starter øst for Nordlandsbanen og vest for E6. Ved Stokkalia nord for Bolna stasjon krydser E6 elven med en bro. Derefter fortsætter Gubbeltåga på østsiden af E6.
På dens vej ned fra Saltfjellet munder den ud i Randalselva som kommer fra Randalen i øst. Randalselva fortsætter sydvestover; i dens møde med Virvasselva ved Elvmøthei, opstår Ranelva.
Gubbeltåga nævnes i historiske kilder fra 1742. På ældre kort forekommer en navneforveksling med Randalselva. Fejlen blev rettet af Statens kartverk i 1990'erne.